# 진 신공 (서후)
진 신공(陳 申公, ? ~ ?)은 중국 춘추 시대 진(陳)나라의 2대 임금으로, 휘는 서후(犀侯)이다.

## 사적
아버지 호공(胡公)이 죽자 뒤를 이었다.
신공이 죽은 후, 아우 고양(皋羊)이 뒤를 이었다.
| 전임 아버지 호공 만 | 제2대 진나라의 후작 기원전 985년 ~ 기원전 961년 | 후임 동생 상공 고양 |